# Pseudocerastes fieldi
Pseudocerastes persicus fieldi là một loài rắn trong họ Rắn lục. Loài này được Schmidt mô tả khoa học đầu tiên năm 1930.